# عاليه غربي
عاليه غربي هو حي من احياء مدينة عاليه لبنانية عاصمة قضاء عاليه في محافظة جبل لبنان.